# Smržický mlýn s olejnou
Smržický mlýn s olejnou ve Smržicích v okrese Prostějov je vodní mlýn, který stojí na Českém potoce v centru obce nedaleko budovy obecního úřadu. Je chráněn jako nemovitá kulturní památka České republiky.

## Historie
Mlýn byl postaven před rokem 1768. Později se jeho vodní motor využíval k výrobě oleje.

## Popis
Mlýn je obdélná budova, která je částečně podsklepená. Její levá část sloužila jako hospodářská, pravá byla obytná. V hospodářské trojpodlažní části se dochovala větší část mlecího zařízení, takzvaného „uměleckého složení“. Součástí mlýna bývala i olejna.
Voda tekla na vodní kolo náhonem, ten byl i s odtokovým kanálem zasypán a zrušen kolem roku 1980.